# ꝴ
Cette page contient des caractères spéciaux ou non latins. S’ils s’affichent mal (▯, ?, etc.), consultez la page d’aide Unicode.
Pour les articles homonymes, voir N barré.
La lettre num, ꝴ (minuscule uniquement), est une lettre additionnelle de l’alphabet latin utilisée en latin au Moyen Âge comme abréviation de -num ou -nus.

## Utilisation
Le signe num est utilisé au Moyen Âge dans certaines abréviations latines pour -num comme aeterꝴ  (aeternum, « éternel ») ou uꝴ  (unum, « un ») ou encore pour -nus comme aꝴ  (anus, « vieille »),,.

## Représentations informatiques
Le num peut être représenté avec les caractères Unicode (latin étendu D) suivants :
| formes    | représentations | chaînes de caractères | points de code | descriptions                |
| --------- | --------------- | --------------------- | -------------- | --------------------------- |
| minuscule | ꝴ               | ꝴ                     | U+A774         | lettre minuscule latine num |